# Grete Mostny
Grete Mostny (née le 17 septembre 1914 à Linz – morte le 15 décembre 1991 à Santiago) est une archéologue et anthropologue autrichienne et chilienne. 
Née en Autriche, elle quitte son pays en raison de la montée du nazisme en Europe. Elle termine ses études en Belgique avant de partir pour le Chili. À la fin de la guerre, elle est invitée à revenir dans son pays natal, mais préfère être naturalisée Chilienne. 
Au cours de sa carrière, elle dirige de nombreuses recherches archéologiques, et devient directrice du Musée national d'histoire naturelle de Santiago.

## Biographie
Grete Mostny est née à Linz en Autriche en 1914. Elle s'inscrit à l'Université de Vienne, mais, ayant des ascendances juives, elle doit quitter l'Autriche en 1937 en raison de la montée du nazisme en Europe. Elle a déjà terminé son doctorat sur l'habillement dans l'Égypte antique et participé à des fouilles archéologiques à Louxor et au Caire, en Égypte. Elle complète son doctorat à Bruxelles, en 1939. Elle part avec sa mère et son frère, Kurt, pour le Chili où de nombreux réfugiés allemands antinazis et juifs sont déjà présents.
À la fin de la guerre, l'Autriche lui propose de revenir dans son pays natal, mais elle préfère être naturalisée Chilienne en 1946 et dirige un nombre important de recherches archéologiques en Amérique du Sud. En 1954, elle participe à la récupération, pour le Musée national d'histoire naturelle de Santiago, de la « momie Plomo » : un enfant sacrifié en haut d'une montagne par les Incas.
Greta Mostny dirige le Musée national d'histoire naturelle de Santiago de 1964 à 1982, succédant à Humberto Fuenzalida Villegas (es).
Elle meurt d'un cancer à Santiago en 1991.

## Hommage
L'Université de Vienne diffuse la biographie de Grete Mostny et remet depuis 2013 un prix pour une thèse en sciences historiques et culturelles en l'honneur de l'archéologue. La thèse de l'archéologue est stockée dans une mine de sel du village de Hallstatt, en Autriche.